# Nuno de Noronha

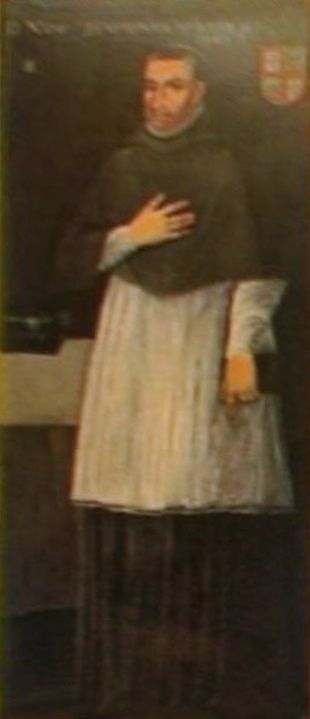
Retrato de D. Nuno de Noronha na Sala do Exame Privado, Universidade de Coimbra

Nuno de Noronha (1540-1608?), era o terceiro filho de Sancho de Noronha, 1.º conde de Odemira e de Margarida de Vilhena, foi bispo de Viseu (1586-1594) e da Guarda (1594-1608). Foi responsável pela construção dos Paços Episcopais de Viseu (1593), da Guarda (1603), de Castelo Branco.
Entre 1578 e 1584 exerceu o lugar de reitor da Universidade de Coimbra.
A construção da Praça Luís de Camões (também conhecida como Praça Velha), do edifício da biblioteca e da casa do arco em Castelo Branco são-lhe também atribuídos.